# シェイクダウン (お笑い)
シェイクダウンは、吉本興業に所属していたお笑いコンビ。NSC大阪校10期生。1992年結成。2000年12月解散。

## メンバー
- 久馬 歩（きゅうま あゆむ、1972年7月22日- ）ボケ担当。
  - 大阪府岸和田市出身
  - 現在はザ・プラン9のメンバーでお〜い!久馬として活動中。
- 後藤 秀樹（ごとう ひでき、1972年1月21日- ）ツッコミ担当。
  - 大阪府高槻市出身　血液型O型
  - ピン芸人として活動した後に2012年より吉本新喜劇の座員として活動。2013年に長期休養、2014年には廃業したことを元相方のブログで報告されている[1]。

## 概要
- 1991年4月にNSCに10期生として入学。翌年1992年3月にコンビ結成。順調に仕事をこなしていたものの、久馬が2人でやることに限界を感じ、メンバーの増員を後藤にもちかけた。しかし、後藤が集団で活動することを拒否したため、2000年12月に解散。

## 逸話
- 爆笑BOOING第一回放送の記念すべき番組初の勝ち抜き達成者である。しかし放送されたのは同じネタなのだがそれは撮り直し分であり、最初の収録の時は全く受けず失格になる札が残り一人になったところで偶然後藤のツッコミワードが放送コードに引っかかり収録が中断。再度同じネタを撮り直したのだが、収録スタッフは中断及び再収録の原因を審査員兼任の観客には全く説明をしないで収録を再開したため、審査員の観客達が自分達が原因だったからでは？と勝手に勘違いした結果誰も失格の札が上がらないまま勝ち抜きになった[2]。

## 出演
- オールザッツ漫才（毎日放送、1992年 - 1999年）※テレビ初出演
- 笑いの剣（朝日放送、1994年）
- すんげー!Best10（朝日放送、1995年 - 1997年）
- 爆笑BOOING（関西テレビ放送、5週勝ち抜きチャンピオン）
- PUSH!（朝日放送、GUEST LIVE）
- 爆笑オンエアバトル（NHK総合）戦績1勝1敗 最高377KB（これはオフエアのKBであり、オンエアは371KB）